# 블러드-C
⟪블러드-C⟫(BLOOD-C, ブラッド シー)는 애니메이션 스튜디오 프로덕션 I.G와 만화가 집단 클램프가 공동으로 제작한 일본의 애니메이션이다. 최초의 텔리비전 시리즈가 2011년 동안 방송되었고 일 년 뒤에 애니메이션 영화 ⟪블러드-C 더 라스트 다크⟫가 일본에서 개봉하였다. 애니메이션은 2가지 만화로 각색되었고, 2011년에 소설이 발표되었으며, 2015년에는 ⟪블러드-C⟫와 ⟪블러드-C 더 라스트 다크⟫ 사이의 이야기를 다룬 연극이 공연되었다. 2017년에는 프리퀄 실사 영화 ⟪阿修羅少女〜BLOOD-C異聞〜⟫가 개봉되었다.
작품의 주인공은 키사라기 사야로 표면적으로는 신사의 무녀로서 한 시골 마을에 봉사하고 있는 평범한 소녀지만 실제로는 아버지로부터 임무를 부여받아 인간의 피를 먹는 괴물인 "옛것"(古きもの)을 사냥하는 여검사이다. 옛것과의 싸움이 필사적이 되고, 사야가 지키는 사람들이 옛것의 희생양이 되자 사야는 자신이 처한 현실에 어떤 잘못이 있음을 깨닫기 시작하고, 우연히 자기 자신과 마을, 살아남은 친구들에 관한 충격적인 진실을 알게 된다.
⟪블러드-C⟫는 이전의 블러드 프로젝트와는 주제적인 유사함만 공유하도록 구성되었다. 캐릭터 조형과 시나리오 작성을 위하여 만화가 집단인 클램프가 초빙되었으며, 블러드 시리즈에 고등학교를 배경으로 하는 등의 새로운 요소를 추가하였다. "옛것"은 H. P. 러브크래프트의 크툴루 신화의 올드 원에서 영향을 받았고, 전통적인 일본의 요괴를 본따 만들어졌다. 작품의 유혈이 낭자하는 폭력은 일본에서 검열을 받았으며, 중국에서는 블랙리스트에 올랐다.

## 줄거리
주인공 키사라기 사야로 표면적으로는 신사의 무녀로서 한 시골 마을에 봉사하고 있는 평범한 소녀지만 실제로는 아버지로부터 임무를 부여받아 인간의 피를 먹는 괴물인 "옛것"(古きもの)을 사냥하는 검사이다. 옛것과의 싸움이 필사적이 되고, 사야가 지키는 사람들이 옛것의 희생양이 되자 사야는 자신이 처한 현실에 어떤 잘못이 있음을 깨닫기 시작하고, 우연히 자기 자신과 마을, 살아남은 친구들에 관한 충격적인 진실을 알게 된다.